# خیابان قیام
خیابان قیام با شماره‌گذاری معابر خیابان ۱۰۸ تهران یکی از خیابان‌های قدیمی تهران است که در منطقه ۱۲ شهرداری تهران واقع شده‌است و جهت شرقی-غربی دارد. خیابان قیام از شرق، از خیابان هفده شهریور شروع شده و در غرب به میدان قیام ختم می‌شود. این خیابان در منطقه طرح ترافیک راهنمایی و رانندگی تهران بزرگ واقع شده‌است. دلیل این نام‌گذاری برای خیابان و میدان قیام این بود که قیام ۱۵ خرداد برای نخستین بار در تهران از «مسجد حاج ابوالفتح» که در ضلع شمال غربی این میدان قیام قرار دارد آغاز شد.
این خیابان به ایستگاه متروی میدان قیام یکی از ایستگاه‌های خط هفت مترو تهران دسترسی دارد.

## تقاطع ها
| از شرق به غرب                   | از شرق به غرب                   | از شرق به غرب |
| ------------------------------- | ------------------------------- | ------------- |
|                                 | خیابان هفده شهریور خیابان سعیدی |               |
| ایستگاه متروی شهدای هفده شهریور |                                 |               |
|                                 | خیابان مشهدی رحیم               |               |
| BRT 2 ایستگاه مشهدی رحیم        |                                 |               |
| ایستگاه متروی میدان قیام        |                                 |               |
| میدان قیام                      | خیابان مولوی خیابان ری          |               |
| از غرب به شرق                   |                                 |               |